# Moretti 2300 S
Der Moretti 2300 S und der Moretti 2500 SS sind zweitürige Sportwagen des ehemaligen italienischen Automobil- und Karosserieherstellers Moretti, die von 1962 bis 1966 in sehr geringen Stückzahlen als Coupé und als Cabriolet gebaut wurden. Beide Varianten basieren technisch auf dem Fiat 2300 und haben eine von Giovanni Michelottis Turiner Designstudio entworfene Karosserie. Der 2300 S und der 2500 SS unterscheiden sich vor allem durch die Motorisierung voneinander.

## Entstehungsgeschichte

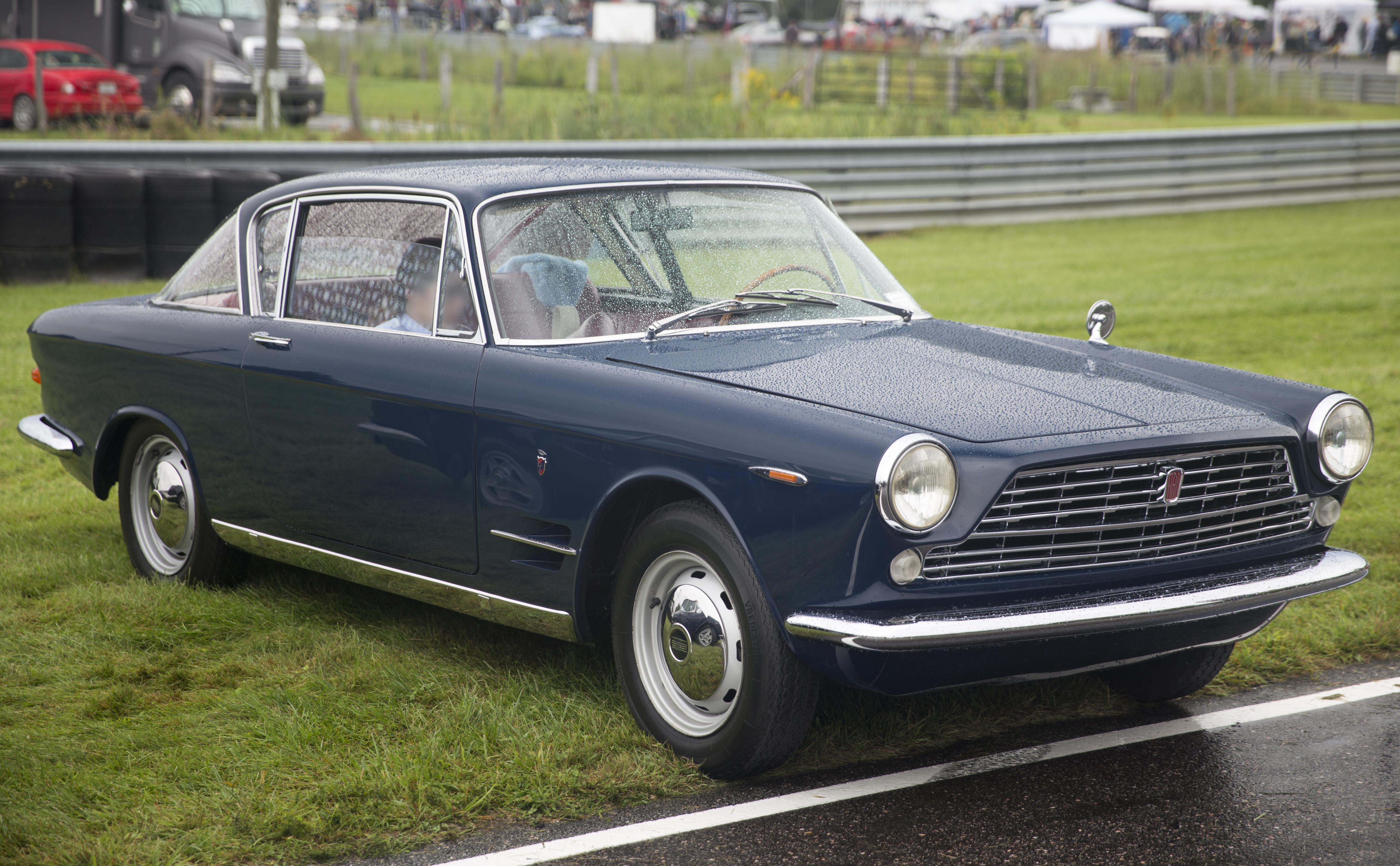
Technische Basis: Ghias Fiat-2300-Coupé

Im Herbst 1961 führte der Turiner Autokonzern Fiat in der oberen Mittelklasse die Baureihe 2300 ein. Neben der viertürigen Limousine und dem fünftüriger Kombi, die jeweils in Fiats Centro Stile gestaltet worden waren, gab es auch das zweitürige Fiat-2300-Coupé mit eigenständiger Karosserie, die Sergio Sartorelli und Tom Tjaarda für die Carrozzeria Ghia entworfen hatten. Das zunächst bei Ghia und später bei OSI gebaute Coupé mit angedeuteter Panoramascheibe und Stufenheck wurde inoffiziell als „Ferrari des kleinen Mannes“ bezeichnet. Das Ghia-Coupé war über Fiats Werkshändler erhältlich.
Parallel zu Ghias Werkscoupé stellten einige unabhängige Karosseriebauunternehmen eigene Versionen von Sportwagen auf der Basis des Fiat 2300 vor. Dazu gehörten unter anderem Allemano, Boneschi, Savio, Vignale und Viotti. Die meisten dieser Autos wurden nur in einstelligen Stückzahlen produziert.
1962 brachte der Turiner Hersteller Moretti einen eigenen Sportwagen mit Fiat-2300-Technik heraus. Moretti war ein „Fiat-Konfektionär“, der in der Nachkriegszeit zu jedem regulären Fiat-Modell eine Sonderversion mit eigener Karosserie angeboten hatte. Morettis Fiat-2300-Ableger war wahlweise mit dem serienmäßigen 2,3-Liter-Motor des 2300 Ghia Coupé (als 2300 S) oder mit einer von Moretti überarbeiteten 2,5-Liter-Version (als 2500 SS) ausgestattet. Beide Varianten gab es als Coupé und als Cabriolet. Das Moretti-Coupé debütierte im März 1962 auf dem Genfer Autosalon, das Cabriolet wurde im Oktober 1962 in Turin erstmals öffentlich gezeigt. 1962 begann die Serienproduktion. Das letzte Auto dieser Reihe wurde 1966 hergestellt.

## Modellbeschreibung

### Karosserie

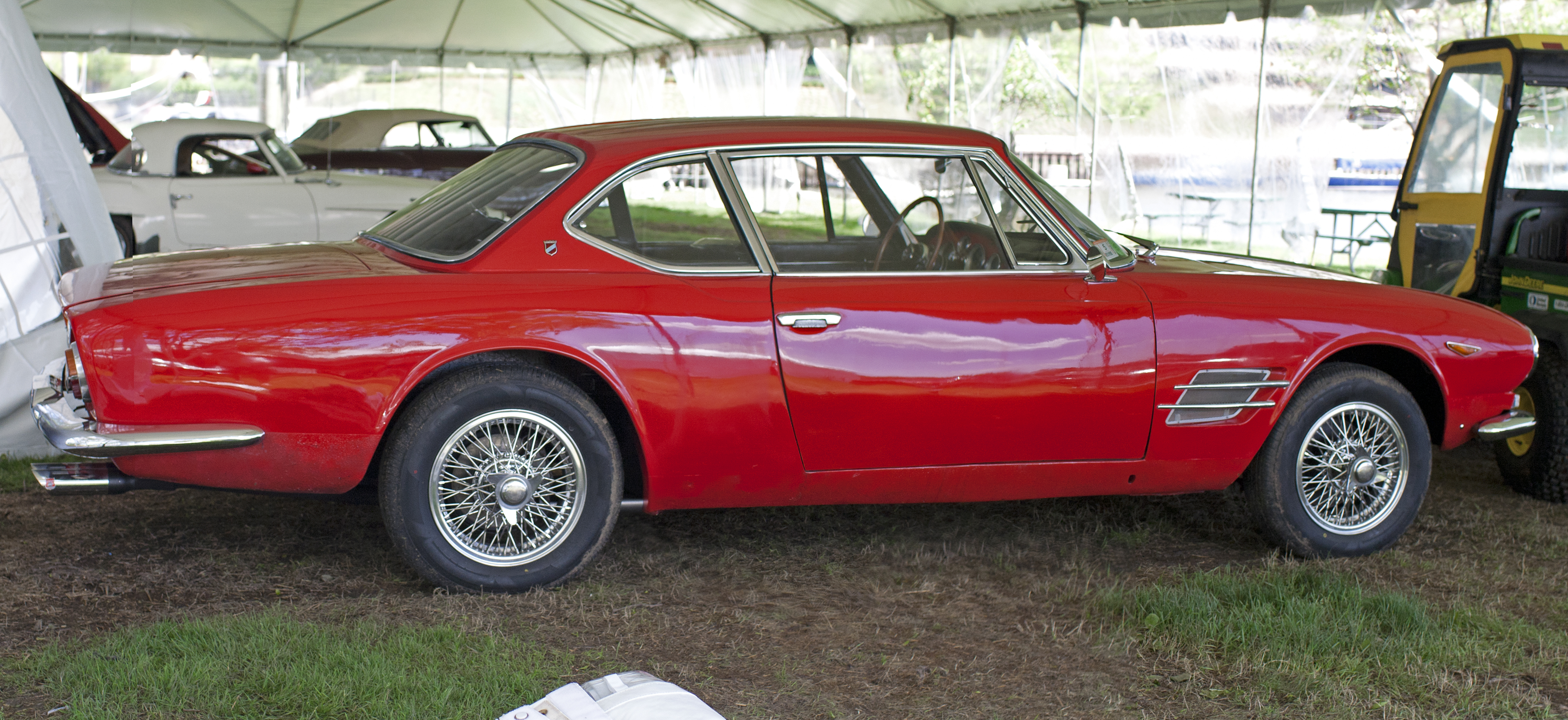
Mit Hofmeister-Knick: Moretti 2500 SS Coupé

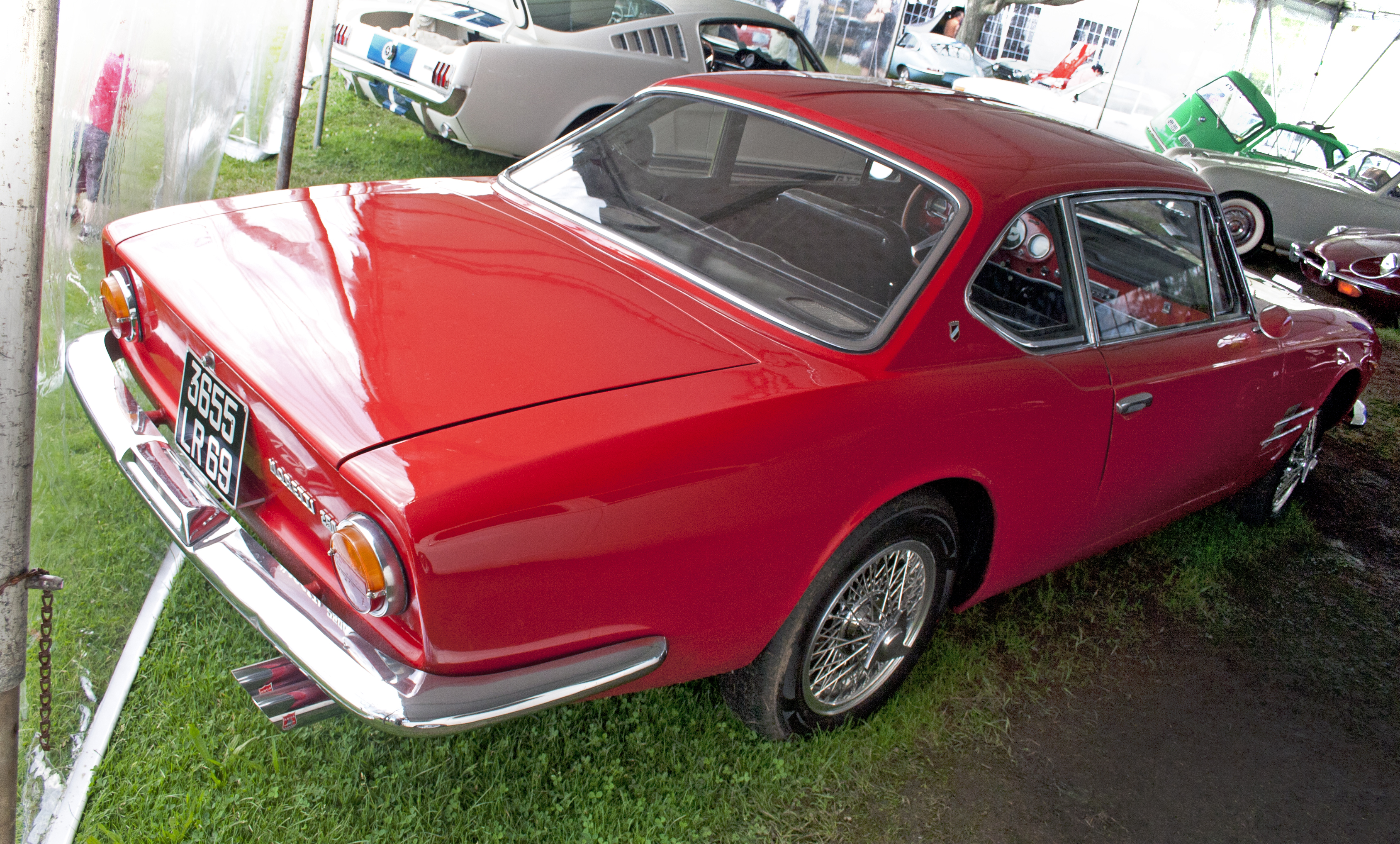
Moretti 2500 SS Coupé

Der Karosserieentwurf wird Giovanni Michelotti zugeschrieben, der seit Ende der 1950er-Jahre regelmäßig für Moretti arbeitete. Möglicherweise war das Design in Wirklichkeit eine Arbeit von Michelottis Assistenten Dany Brawand, der in dieser Zeit die meisten Karosserien für Moretti gestaltete.
Der Moretti 2300 S und der 2500 SS sind zweitürige Sportwagen. Sowohl das Coupé als auch das Cabriolet waren werksseitig als Viersitzer konzipiert, einzelne Cabriolets wurden aber auf Kundenwunsch nur mit zwei Sitzen ausgestattet.
Michelotti (beziehungsweise Brawand) orientierte sich bei der Gestaltung der Karosserie an zeitgenössischen Entwürfen Giorgio Giugiaros. Die Frontpartie des Moretti greift die Form eines Einzelstücks von Ferrari auf, das Giugiaro 1961 auf der Basis eines verkürzten 250-GT-Chassis (Fahrgestellnummer 3269GT) für Bertone gestaltet hatte. Die Motorhaube des Moretti ist vorn angeschlagen. Die Frontmaske ist gepfeilt und nach vorn geneigt, die Kühlluftöffnung in eine linke und eine rechte Hälfte geteilt, die mit verchromten Gittern verkleidet sind. An den Kotflügeln sitzen runde Einzelscheinwerfer.
Die Vorderkante der dünnen C-Säule des Coupés hat am unteren Ende einen Knick, wie er erstmals 1951 beim Kaiser-Frazer zu sehen war. Später wurden diese Form unter dem Namen Hofmeister-Knick als Stilmerkmal von BMW bekannt, zuerst 1961 bei dem von Giugiaro mitgestalteten BMW 3200 CS.

### Motorisierung und Kraftübertragung
Die Moretti 2300 S und 2500 SS werden von Reihensechszylindermotoren aus dem Fiat 2300 Coupé angetrieben. Die Motoren haben hängende Ventile, eine seitliche, über eine Kette angetriebene Nockenwelle und einen Zylinderkopf aus Leichtmetall. Die Kurbelwelle ist vierfach gelagert.
- Beim 2300 S kommt der serienmäßige Motor des Fiat 2300 S mit 2279 cm³ Hubraum (Bohrung × Hub: 78 × 79,5 mm) zum Einsatz. Mit zwei Horizontal-Doppelvergasern vom Typ Weber 38 DCOE 16 leistet er 100 kW (136 PS).

- Der 2500 SS hat eine von Moretti überarbeitete Version des Fiat-Motors. Durch eine auf 81 mm vergrößerte Bohrung wächst der Hubraum auf 2454 cm³. Das Verdichtungsverhältnis beträgt 9,5 : 1. Moretti bezifferte die Leistung dieser Motorvariante mit 170 SAE-PS und das Drehmoment mit 22 mkg.

### Fahrwerk
Das Fahrwerk der Moretti-Modelle entspricht dem von Ghias Fiat 2300 Coupé. Vorn ist eine Doppelquerlenkerachse mit ungleich lange Lenkern und Drehstabfedern eingebaut, die auf die unteren Lenker wirken, hinten hat das Auto eine Starrachse mit Halbelliptikfedern.

## Produktion
Genaue Angaben zum Produktionsumfang sind nicht verfügbar. Die meisten Quellen gehen davon aus, dass (ohne Aufschlüsselung nach Karosserieversionen) insgesamt 20 Exemplare des 2500 SS hergestellt wurden.
Einer der Moretti Spider ging an den deutschen Eiskunstläufer Hans-Jürgen Bäumler.